# Ayoub Neghliz
Ayoub Neghliz, né le 15 août 1983 à Alger, est un karatéka français.
Il est champion du monde de kata par équipe en 2008 et vice-champion du monde de kata par équipe en 2006.
Aux Championnats d'Europe de karaté, il remporte la médaille d'or en kata par équipe et 2006.
Il devient par la suite responsable de performance kata en équipe de France de karaté.